# 岡田皓一朗
岡田 皓一朗（おかだ こういちろう、2002年6月4日 - ）は、大阪府大阪市出身のプロ野球選手（投手・育成選手）。右投右打。福岡ソフトバンクホークス所属。

## 経歴

### プロ入り前
小学校4年生のときに『平野ベースボールクラブ』で野球を始め、中学校時代は硬式野球の『大阪生野リトルシニア』に所属した。
智辯学園高校では2年秋の県大会で公式戦初登板。高校時代の最速は145km/hであったが、控え投手であり、プロ志望届は提出せずに大阪商業大学へ進学した。甲子園出場経験はなし。
大阪商業大学では3年秋にリーグ戦初登板を果たし、4年時はリリーフとして連投をいとわず登板。4年春のリーグ戦では5試合に登板し、自責点0に抑えた。
2024年10月24日に開催されたドラフト会議にて、福岡ソフトバンクホークスから育成9位指名を受けた。12月2日には支度金300万円・年俸400万円（金額はいずれも推定）で仮契約を締結。12月9日に背番号が140と発表された。

## 選手としての特徴
持ち球は最速151km/hのストレート、カットボール、スライダー、フォーク。
1イニングを全力で抑えるリリーフ型の投手であり、本人も球威と短いイニングには自信を持ち、「最終回を任されたい」と目標の選手にデニス・サファテを挙げている。

## 詳細情報

### 背番号
- 140（2025年[8] - ）